# Souris marsupiale
Sminthopsis
Pour les articles homonymes, voir souris (homonymie).
Genre
Synonymes
- Podabrus Gould, 1845[2] [1]

Sminthopsis est un genre de marsupiaux, communément appelés Souris marsupiales ou Dunnarts. Ces petits marsupiaux sont en fait des carnivores, qui occupent une niche écologique semblable à celle des musaraignes. Leur régime alimentaire est essentiellement composé d'insectes.
Ne pas confondre ce genre avec les souris-opossums du genre Marmosa.

## Étymologie
Sminthopsis est tiré du grec ancien σμίνθος, smínthos, « souris ».
Le mot dunnart proviendrait de « danard », mot issu de la langue aborigène australienne nyungar et qui a désigné le Dunnart à ventre gris (Sminthopsis griseoventer).

## Liste d'espèces
Selon Mammal Species of the World (version 3, 2005)  (10 mars 2021) :
- Sminthopsis aitkeni Kitchener, Stoddart & Henry, 1984 - Dunnart de l'ile Kangourou
- Sminthopsis archeri Van Dyck, 1986 - Dunnart brun
- Sminthopsis bindi Van Dyck, Woinarski & Press, 1994
- Sminthopsis boullangerensis Crowther, Dickman & Lynam, 1999 - Dunnart de l'ile de Boullanger
- Sminthopsis butleri Archer, 1979 - Dunnart de Butler
- Sminthopsis crassicaudata (Gould, 1844) - Dunnart à pieds étroits
- Sminthopsis dolichura Kitchener, Stoddart & Henry, 1984 - Petit dunnart à longue queue
- Sminthopsis douglasi Archer, 1979 - Dunnart de Douglas
- Sminthopsis fuliginosus (Gould, 1852) - Dunnart gris
- Sminthopsis gilberti Kitchener, Stoddart & Henry, 1984 - Dunnart de Gilbert
- Sminthopsis granulipes Troughton, 1932 - Dunnart cendré à queue blanche
- Sminthopsis griseoventer Kitchener, Stoddart & Henry, 1984 - Dunnart à ventre gris
- Sminthopsis hirtipes Thomas, 1898 - Dunnart à pieds velus
- Sminthopsis leucopus (Gray, 1842) - Dunnart à pieds blancs
- Sminthopsis longicaudata Spencer, 1909 - Dunnart à longue queue
- Sminthopsis macroura (Gould, 1845) - Dunnart à tête rayée
- Sminthopsis murina (Waterhouse, 1838) - Souris marsupiale commune
- Sminthopsis ooldea Troughton, 1965 - Dunnart Ooldea
- Sminthopsis psammophila Spencer, 1895 - Dunnart du désert
- Sminthopsis virginiae (de Tarragon, 1847) - Dunnart à joues rouges
- Sminthopsis youngsoni McKenzie & Archer, 1982 - Petit dunnart à pieds velus